# MercurySteam
A MercurySteam Entertainment, S.L. San Sebastián de los Reyes-i székhelyű videójáték-fejlesztő cég, amelyet a Rebel Act Studios egykori munkatársai alapítottak 2002 májusában.

## Videójátékaik
- American McGee presents: Scrapland (2004, Windows, Xbox)
- Zombies (2006, Symbian)
- Clive Barker’s Jericho (2007, Windows, PlayStation 3, Xbox 360)
- Castlevania: Lords of Shadow (2010, PlayStation 3, Xbox 360, Windows)
- Castlevania: Lords of Shadow - Mirror of Fate (2013, Nintendo 3DS)
- Castlevania: Lords of Shadow 2 (2014, PlayStation 3, Xbox 360, Microsoft Windows)
- Metroid: Samus Returns (2017, Nintendo 3DS)
- Metroid Dread (2021, Nintendo Switch)
- Raiders of the Broken Planet (TBA, PlayStation 4/Xbox One/Microsoft Window)